# Eukiefferiella oryza
Eukiefferiella oryza är en tvåvingeart som beskrevs av Chattopadhyay 1991. Eukiefferiella oryza ingår i släktet Eukiefferiella och familjen fjädermyggor.
Artens utbredningsområde är West Bengal (Indien). Inga underarter finns listade i Catalogue of Life.